# نموذج هيلد-هو
نموذج هيلد-هو هو نموذج تدوير هادلي للغلاف الجوي والذي سيوجد في غياب الاضطراب في الغلاف الجوي. ولقد طُور النموذج بواسطة إسحاق هيلد و«آرثر هو» في عام 1980.
ويتمثل جوهر النموذج في أن الهواء الذي يرتفع من السطح عند خط الاستواء يحافظ على زخمه الزاوي عند تحركه تجاه القطب. وهذا التوزيع للرياح، بدوره، يحدد توزيع درجة الحرارة، والتي تحدد مدى خطوط عرض التدوير بطلب المحافظة على الطاقة. وهذا يتناقض مع مفهوم التدوير الأصلي الذي وضعه جورج هادلي، والذي برهن على وصوله للأقطاب. وتدوير هادلي له تأثير تبريد عند خط الاستواء وبالقرب منه وتأثير تسخين عند خطوط العرض الأعلى ضمن حجيرة هادلي. ويمكن تحويل نقل الطاقة هذا إلى نقل كتلي، لتحديد قوة التدوير، عبر التطبيع وفق الاستقرار العمودي المناسب. وقد تمت دراسة تأثيرات الرطوبة وفصول السنة على النموذج.
وينتهك الغلاف الجوي للأرض الافتراضات الأساسية للنموذج: لا يتم الحفاظ على الزخم الزاوي والمناخ الاستوائي لا يُغلق بقوة. وعلى هذا النحو، فإن نموذج هيلد-هو نموذج نظري لا يقدم تنبؤات دقيقة من الناحية الكمية لحساسية تدوير هادلي للتغيرات في معلمات الغلاف الجوي.